# 関西トランスウェイ
関西トランスウェイ株式会社（かんさいトランスウェイ）は、大阪府泉大津市に本社を置く企業である。物流センター事業、CVS事業、個人別宅配・法人向け小口及び専属配送事業、アウトソーシング、トレーラー輸送事業、コンサルティングを手がけている。

## 会社概要
- コンビニエンス配送からスタートし、現在は食品物流業に専念している。
- 西日本を広域にカバーする配送インフラ網、全温度帯の3PLセンターを完備しており、地域に密着したラストワンマイルの個人宅配業務に強みを持つ。
- 近年は保税上屋を完備し、原料から製品そして消費者まで川上から川下まで一貫した物流サービス提供を目指している。
- 2017年に竣工した和泉市総合スポーツセンター（関西トランスウェイスポーツスタジアム）のネーミングライツを取得している。

## 沿革
- 1995年2月 運輸事業をスタート
- 1997年 堺営業所を開設
- 1998年 泉大津に第1物流センターを開設
- 2000年 宅配事業所を開設し、個配分野へ進出
- 2001年 貝塚事業所を開設
- 2005年 泉大津第3物流センターを開設（現 第5物流センター）
- 2007年 貝塚FDC（フローズンディストリビューションセンター）を開設し、冷凍配達分野へ進出
- 2011年 南港事業所を開設
- 2012年 泉大津第3物流センターを開設
- 2015年 泉大津板原常温倉庫を開設
- 2016年 関西トランスウェイ最大級の3温度帯センター
- 2017年 南大阪物流センターB棟を開設[1]
- 2019年 保税蔵置場輸出入業務
- 2021年 京都物流センターを開設
- 2022年 南港物流センターを開設
- 2023年 泉北港物流センターを開設

## 加盟団体
- 大阪府トラック協会
- 大阪府冷蔵倉庫協会
- 大阪府運輸倉庫協会
- JFNフードロジ

## 施設概略
- 泉大津物流センター
- 泉大津チルドセンター
- 南大阪物流センター（保税蔵置場）
- 泉北港物流センター（保税蔵置場）
- 京都物流センター
- 板原常温倉庫
- 貝塚事業所
- 南港事業所
- 東大阪事業所
- 神戸事業所
- 南大阪CVS事業所
- 宅配事業部(統括事業部・和泉センター・忠岡センター・貝塚センター・泉南センター)
- 東京営業部

## 車両保有台数
- １.５Ｔ保冷車　184台
- １.５Ｔ２室式冷凍冷蔵車　62台
- ２Ｔ２室式冷凍冷蔵車　26台
- ３Ｔ２室式冷凍冷蔵車　41台
- ３Ｔ２室式冷媒加温式冷蔵車　34台
- ４Ｔ１室式冷凍冷蔵パワーゲート車　8台
- ４Ｔ１室式冷凍冷蔵車　6台
- ４Ｔ２室式冷凍冷蔵車　8台
- １０T２室式冷凍冷蔵車　2台
- 大型・トラクター・ウィング（グループ会社含む）　69台
- トレーラーシャーシー（グループ会社含む）101台

合計保有台数　541台